# Montgomery County, Virginia
Montgomery County är ett administrativt område i delstaten Virginia, USA, med 94 392 invånare. Den administrativa huvudorten (county seat) är Christiansburg. 

## Geografi
Enligt United States Census Bureau uppgår Montgomery Countys totala area till 1 005 kvadratkilometer. Av detta är 1 002 kvadratkilometer land och enbart 3 kvadratkilometer vatten. Den vattentäckta ytan uppgår till 0,31%.

### Angränsande countyn
- Craig County - nord
- Floyd County - syd
- Giles County - nordväst
- Pulaski County - sydväst
- Roanoke County - väst